# آغوش من، نعش‌کش تو
| بررسی انتقادی | بررسی انتقادی |
| منبع          | رتبه‌بندی      |
| ------------- | ------------- |
| آل‌میوزیک      | [ ۱ ]         |

آغوش من، نعش‌کش تو (به انگلیسی: My Arms, Your Hearse) نام سومین آلبوم گروه موسیقی اپث است که در سال ۱۹۹۸ منتشر شد.

## درباره آلبوم
این آلبوم نخستین حضور مارتین لوپز به عنوان درامر گروه است، او توسط یک آگهی  در روزنامه با گروه آشنا شده بود. همچنین در این آلبوم  مارتین مندز به عنوان  نوازنده گیتار بیس به گروه پیوست، گرچه به دلیل کم بودن زمان برای یادگیری بخش‌های بیس آلبوم توسط مندز؛ مایکل آکرفلدت خودش تمام بخشهای مربوط به بیس را نواخت.
عنوان آلبوم از قسمتی از ترانه گروه Comus با نام «Drip, Drip» گرفته شده است. در این آلبوم؛ گروه نسبت به آلبوم قبل خود موسیقی متفاوت‌تری را عرضه کرده که ار لحاظ زمانی زیر ده دقیقه هستند. همچنین این نخستین آلبوم مفهومی اپث است.

## فهرست ترانه‌ها
1. Prologue
2. April Ethereal
3. When
4. Madrigal
5. The Amen Corner
6. Demon of the Fall
7. Credence
8. Karma
9. Epilogue

بازنشر شامل دو آهنگ بازخوانی شده  از آیرن میدن و کلتیک فراست است
1. Circle of the Tyrants - Celtic Frost
2. Remember Tomorrow - Iron Maiden